# Torquéole du Cambodge
Arborophila cambodiana
Espèce
Statut de conservation UICN

 LC  : Préoccupation mineure
La Torquéole du Cambodge (Arborophila cambodiana) est une espèce d'oiseaux de la famille des Phasianidae.

## Distribution
Cet oiseau est endémique aux forêts pluviales de la chaîne des Cardamomes.

## Sous-espèces
Cet oiseau est représenté par trois sous-espèces :
- A. c. cambodiana Delacour et Jabouille, 1928, forme nominative, se rencontre dans les environs de  Kampot et Bokor  dans la chaîne des Cardamones ;
- A. c. chandamonyi Eames, Steinheimer &  Bansok, 2002. Cette forme a été collectée en 2000 sur les monts Tumpor et Khmaoch, au Cambodge ;
- A. c diversa Riley, 1930, est localisée  au sud-est de la Thaïlande : monts Khao Sabap dans le Parc National de Namtok Phliu et réserve naturelle de Khao Soi Dao.

## Habitat
La torquéole du Cambodge fréquente les forêts sempervirentes humides, à épiphytes, de moyenne altitude, entre 400 et 1 500 m, ainsi que les forêts de bambous et parfois même des zones plus ouvertes. Elle pourrait descendre à basse altitude, jusqu'à 150 m, en saison sèche, et ainsi effectuer une petite migration altitudinale.

## Alimentation
Elle consiste en fourmis, termites et autres invertébrés trouvés en piochant la litière végétale. La torquéole du Cambodge aurait également été observée se nourrissant dans des champs de riz au pied des collines.

## Mœurs
Les couvées comptent de deux à quatre jeunes la plus grande partie de l’année mais plusieurs nichées pourraient se rassembler après la saison d’élevage pour constituer des compagnies comptant jusqu’à 20 ou 30 individus.

## Voix
Le chant, poussé surtout tôt le matin, rappelle celui des espèces voisines. Le mâle commence à pousser une série de cris monosyllabiques  brr…brr…brr… à laquelle succède une répétition de double notes ti-hou, ti-hou, ti hou,… , d’abord lentes et monotones puis de plus en plus rapides et aiguës, le chant s’arrêtant brutalement. Mâle et femelle chantent en duo, la femelle répondant par une succession de notes simples.

## Nidification
Il n’existe aucune donnée.

## Statut, conservation
Cette torquéole est considérée comme « vulnérable » par l’UICN. En réalité les derniers relevés de populations semblent montrer que la torquéole du Cambodge serait plus répandue  qu’on ne le pensait ; il est possible que son statut soit revu à la baisse dans les prochaines années.
Les principales menaces sont la chasse incontrôlée, la dégradation de l’habitat et le dérangement. D’après une enquête effectuée au printemps 2004, 20 à 30 torquéoles du Cambodge pourraient être tuées mensuellement  aux alentours de la commune de Roleak Korng Cheung, province de Kampong Seu, ce qui correspondrait à un prélèvement annuel de 250 à 300 oiseaux pour ce village. Quelques chasseurs piègent cette espèce à grande échelle en imitant son chant et les attirant par compagnies entières dans les pièges, mais le plus souvent il s’agit d’un piègeage occasionnel, à fins alimentaires, lors de séjours en forêt pour d’autres raisons, comme des collectes de plantes, de résine, la pêche, etc.
Le bûcheronnage pratiqué de façon sélective, pour le chauffage ou la construction, a un effet limité du fait de la large répartition altitudinale de cette espèce, mais le dérangement qui y est associé peut avoir un fort impact sur les oiseaux. La population thaïlandaise est estimée à 100-200 oiseaux mais celle du Cambodge est plus importante, probablement de 20000 à 50000 individus, en raison de l’existence de plusieurs milliers de km² d’habitat non fragmenté où l'espèce se rencontre en forte densité. La torquéole du Cambodge vit dans le parc national de Namtok Phliu et dans la réserve naturelle de Khao Soi Dao, en Thaïlande. Au Cambodge elle est présente dans les réserves de Phnom Samkos et de Phnom Aural ainsi que dans les réserves forestières du centre de la chaîne des Cardamomes. Elle se rencontre aussi à Bokor et dans le parc national de Kirirom. Tout projet de conservation passe par le contrôle de la chasse et du bûcheronnage ainsi que par l’information des populations locales.